# Flipper i Lopaka
Flipper i Lopaka (ang. Flipper & Lopaka) – australijsko-brytyjski serial animowany emitowany dawniej na kanale TVP2 pod tytułem Lopaka i jego przyjaciel delfin.

## Opis fabuły
Serial opowiada o przygodach delfina Flippera i dwunastoletniego chłopca Lopaki, którzy zwiedzają podwodny świat i przeżywają niezwykłe przygody.

## Bohaterowie
- Flipper – delfin.
- Lopaka – 12-letni chłopiec. Przyjaciel Flippera.
- Dexter – gigantyczna ośmiornica, która chce rządzić Quetzo i pozbyć się Flippera.

## Spis odcinków
| N/o            | Tytuł polski               | Tytuł angielski            |
| -------------- | -------------------------- | -------------------------- |
|                |                            |                            |
| SERIA PIERWSZA |                            |                            |
|                |                            |                            |
| 01             |                            | The Lost City              |
|                |                            |                            |
| 02             |                            | The Secrets of Quetzo      |
|                |                            |                            |
| 03             |                            | The Volcano                |
|                |                            |                            |
| 04             |                            | The White Whale            |
|                |                            |                            |
| 05             |                            | Lopaka's Gift              |
|                |                            |                            |
| 06             | Niepotrzebna rozgrywka     | The Showdown               |
|                |                            |                            |
| 07             | Dobry rekin                | The Good Shark             |
|                |                            |                            |
| 08             | Morski wąż                 | The Sea Serpent            |
|                |                            |                            |
| 09             | Susza                      | The Drought                |
|                |                            |                            |
| 10             | Gwiazda ekranu             | Lights, Camera, Dexter!    |
|                |                            |                            |
| 11             | Królewska korona z koralem | King for a Minute          |
|                |                            |                            |
| 12             | Rozbitek                   | The Castaway               |
|                |                            |                            |
| 13             | Mała niebieska rybka       | The Little Blue Fish       |
|                |                            |                            |
| 14             | Wielka plama               | The Oil Spill              |
|                |                            |                            |
| 15             | Cyrk                       | The Circus                 |
|                |                            |                            |
| 16             | Pocałunek ryby             | The Sting of the Stonefish |
|                |                            |                            |
| 17             | Sekretna broń              | The Secret Weapon          |
|                |                            |                            |
| 18             | Ślub Dextera               | Dexter's Wedding           |
|                |                            |                            |
| 19             | Wysoki przypływ            | High Tide                  |
|                |                            |                            |
| 20             | Łobuziaki Dextera          | Dexter's Delinquents       |
|                |                            |                            |
| 21             | Dziewczynki górą           | Girl Power                 |
|                |                            |                            |
| 22             | Uciekinier Bolo            | Bolo the Runaway           |
|                |                            |                            |
| 23             |                            | Surf's Up!                 |
|                |                            |                            |
| 24             |                            | The Trap                   |
|                |                            |                            |
| 25             |                            | The Monster from Quetzo    |
|                |                            |                            |
| 26             |                            | The Homecoming             |
|                |                            |                            |